# Blankenhof
Blankenhof est une commune rurale allemande du Mecklembourg-Poméranie-Occidentale appartenant à l'arrondissement du Plateau des lacs mecklembourgeois et au canton de Neverin. Sa population, en diminution, comptait 687 habitants au 31 décembre 2010.

## Géographie
Blankenhof est délimité à l'est par la commune de Neubrandenburg. Les villages de Gevezin (connu pour son château) et Chemnitz (connu pour son manoir) appartiennent au territoire de la commune de Blankenhof.

## Histoire
Chemnitz a été mentionné pour la première fois dans un document officiel en 1305, celui de Gevezin en 1311. Blankenhof a été fondé en 1805.

## Tourisme et architecture
Le château de Gevezin abrite un musée des Indiens, avec une collection privée d'objets de Indiens d'Amérique.

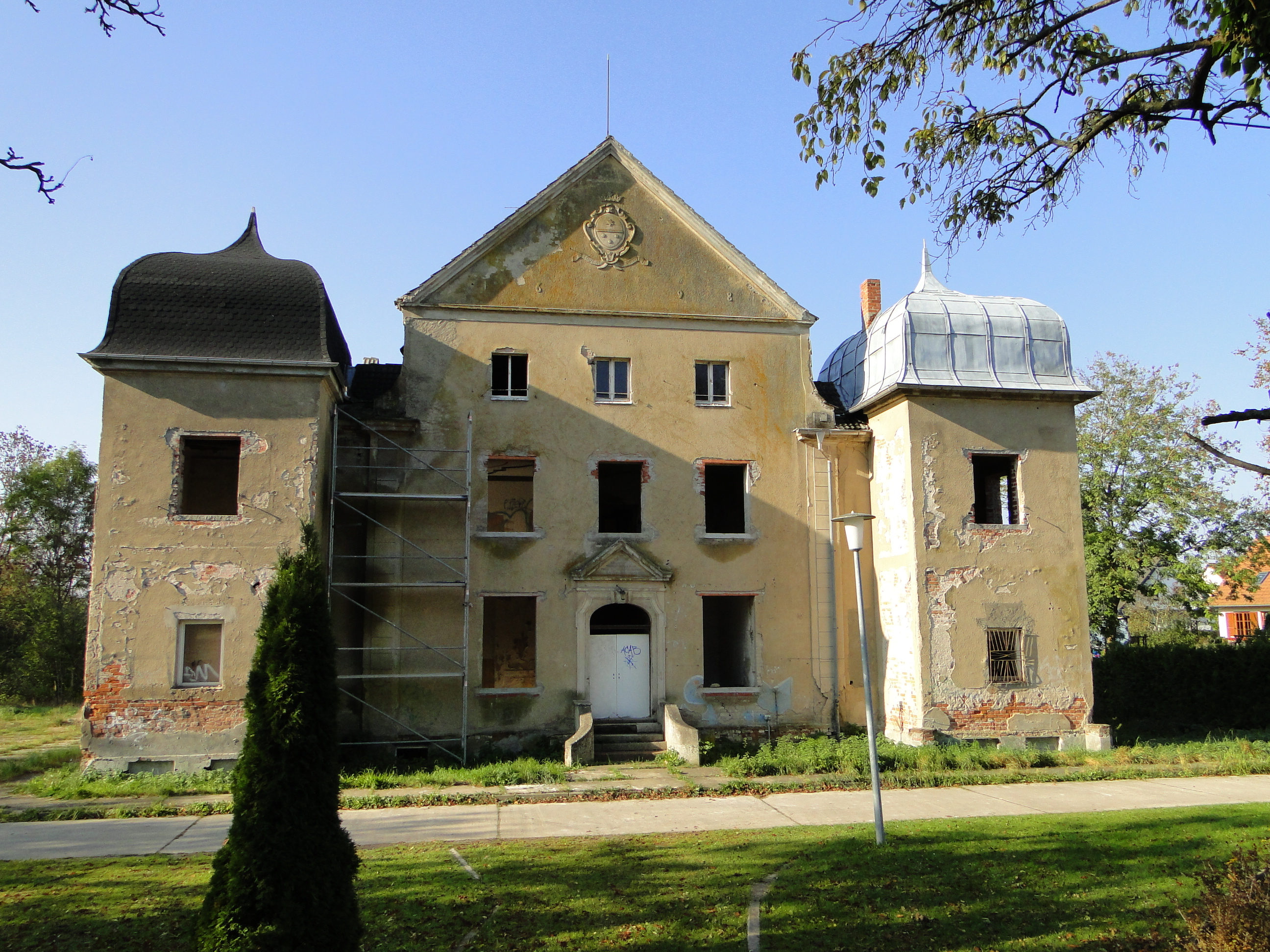
Façade du manoir de Chemnitz
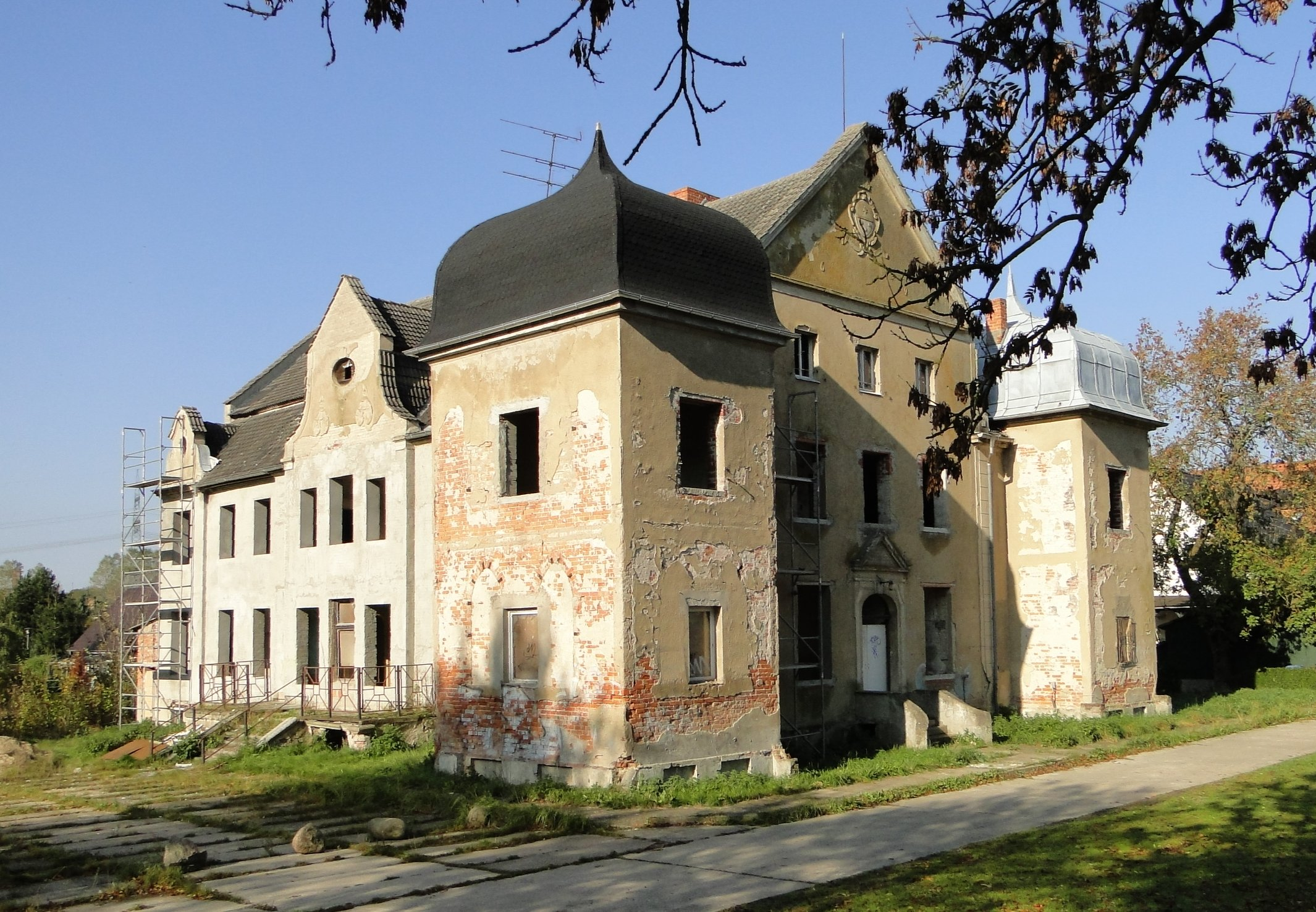
Vue du manoir de Chemniz en travaux de restauration
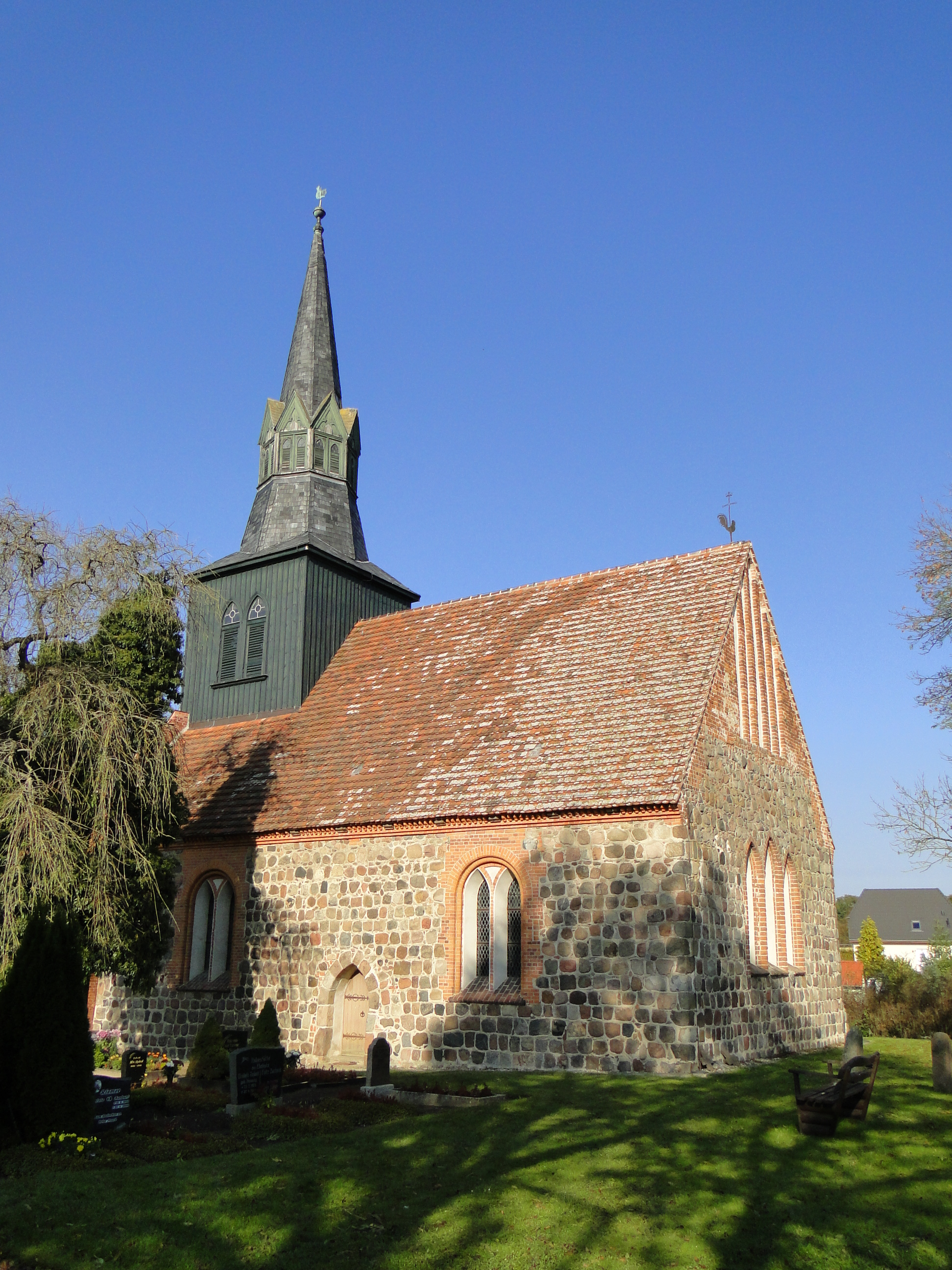
Vue de l'église de Chemnitz
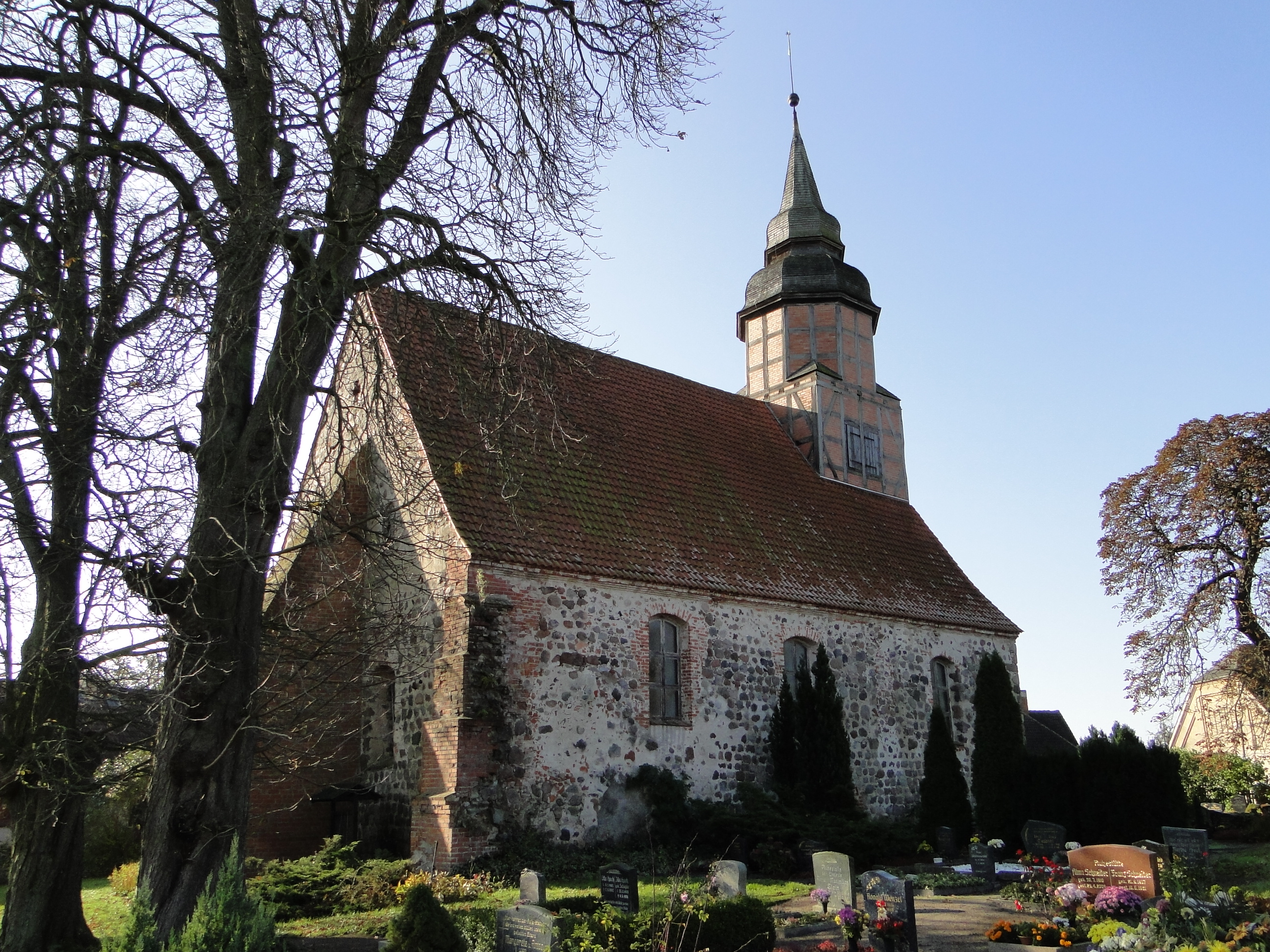
Vue de l'église de Gevezin
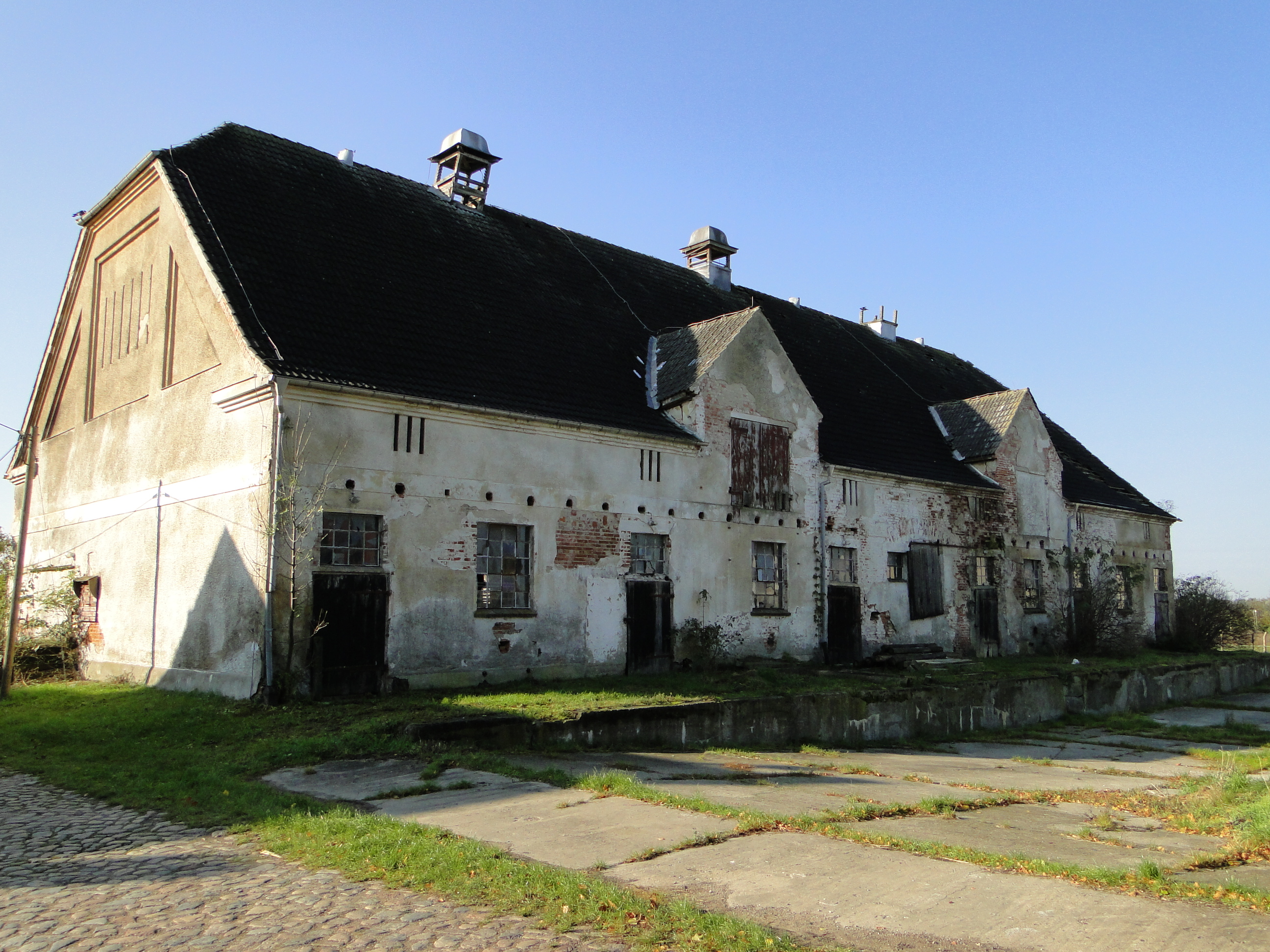
Bâtiment agricole typique du Mecklembourg à Gevezin